# حصن برکا
 قلعه برکاء  (به عربی: حصن بركاء) یکی از قلعه‌های مشهور کشور پادشاهی عمان است و یکی از (نقاط دیدنی سلطنت عمان) به شمار می‌آید. 
این قلعه در شهرستان برکاء (به عربی: ولاية بركاء) یکی از شهرستانهای استان باطنه واقع شده‌است. 
این دژ یکی از معالم بارز ساحل باطنه است و در چند متری ساحل خلیج عمان قرار دارد. در دوران پیشین یکی از قلعه‌های مهم دفاعی شهر بوده‌است. 

## ساختمان قلعه
ساختمان قلعه برکاء از تمیز معماری اسلامی ویژه‌ای برخوردار است. 
درون قلعه و اتاق‌های مربوطه را با طاق‌های اکلیل و گچبری‌های زیبا و جالب و منحصربه‌فرد تزیین نموده‌اند. به‌طور یقین می‌توان گفت این قلعه از نقاشی و گچبری و زیبایی خاصی برخوردار است. در سال ۱۹۹۱ میلادی توسط شهرداری مرمت شده‌است و در سال ۱۹۹۴ میلادی به فرمان سلطانی تحت عنوان موزه (عام التراث) بعنوان یکی از موزه‌های ملی استان باطنه و به‌طور رسمی افتتاح شده‌است. سالیانه عدهٔ زیادی از گردشگران خارجی و داخلی از موزه دیدن می‌کنند.